# صومعه سفلی (مراغه)
صومعه سفلی یکی از روستاهای استان آذربایجان شرقی است که در دهستان سراجوی شرقی بخش سراجو شهرستان مراغه واقع شده‌است.این روستا مردان بزرگی همچون دکتر مجید نیک سیرت را در خود جای داده است.